# G. Udayagiri
G. Udayagiri é uma cidade e uma notified area committee no distrito de Kandhamal, no estado indiano de Orissa.

## Demografia
Segundo o censo de 2001, G. Udayagiri tinha uma população de 10,206 habitantes. Os indivíduos do sexo masculino constituem 49% da população e os do sexo feminino 51%. G. Udayagiri tem uma taxa de literacia de 74%, superior à média nacional de 59.5%: a literacia no sexo masculino é de 81% e no sexo feminino é de 68%. Em G. Udayagiri, 12% da população está abaixo dos 6 anos de idade.